# Blossfeldia
Blossfeldia je rod jihoamerických vysokohorských kaktusů. Jsou to nejmenší kaktusy vůbec a zároveň jediné kulovité kaktusy se stonkem nečleněným do obvyklých žeber nebo bradavek. Jsou zařazené do kategorie CITES 1.

## Výskyt
Areál rodu je značně rozsáhlý. Jsou to horská údolí v pásu And od 18. do 33. stupně j.š. ve výškách od 700 do 3 400 m n.n. Zde rostou na strmých až kolmých stěnách údolí v puklinách vyplněných nánosy jílu, spraše, případně s mechy. Vyhledávají stěny v okolí vodopádů. Tvoří kolonie o desítkách až stovkách hlaviček. Přesto není snadné je v přírodě nalézt. V období sucha se stonky sesychají v ploché šupiny překryté prachem a přežívá zejména dužnatý kořen. Zkušený lovec kaktusů Fridrich Ritter popisuje, jak v roce 1931 procházel několik kroků od místa kde rostly, ale našel je zde až při další expedici, kdy již byly popsány a věděl co hledat.

## Popis
Stonek kulovitý, nečleněný do žeber, obvykle s průměrem okolo 1 cm, maximálně až 2 cm. Bohatě odnožuje a tvoří trsy. Temeno ploché. Areoly jsou hustě uspořádány do spirál, kryté nevýraznou kratinkou vlnou. Ostny a chlupy chybí.
Poupě a květní trubka holé, jen s šupinami, neporostlé chlupy a štětinami. Květy relativně velké, až okolo 8 mm, trychtýřovité až zvonkovité. Krátká zelená či nahnědlá trubka nese několik šupin. Okvětní lístky málo početné, široké, konce tupě oblé, barvy bílé, nažloutlé, krémové, s růžovým nádechem nebo i vzácně červené. Z vnější strany mohou mít tmavší střední proužek. Květy jsou autogamní, občas i kleistogamní. Plod kulovitý, suchý, blanitý, snadno rozpadavý. Početná semena jsou hnědá, černá, lesklá, cca 0,1 až 0,15 mm velká. Mikroskopická velikost je přizpůsobení k zachycení na kolmých stěnách obdobně jako u rodů Aztekium, Strombocactus a částečné Parodia.
Kořeny řepovité.

## Taxonomie

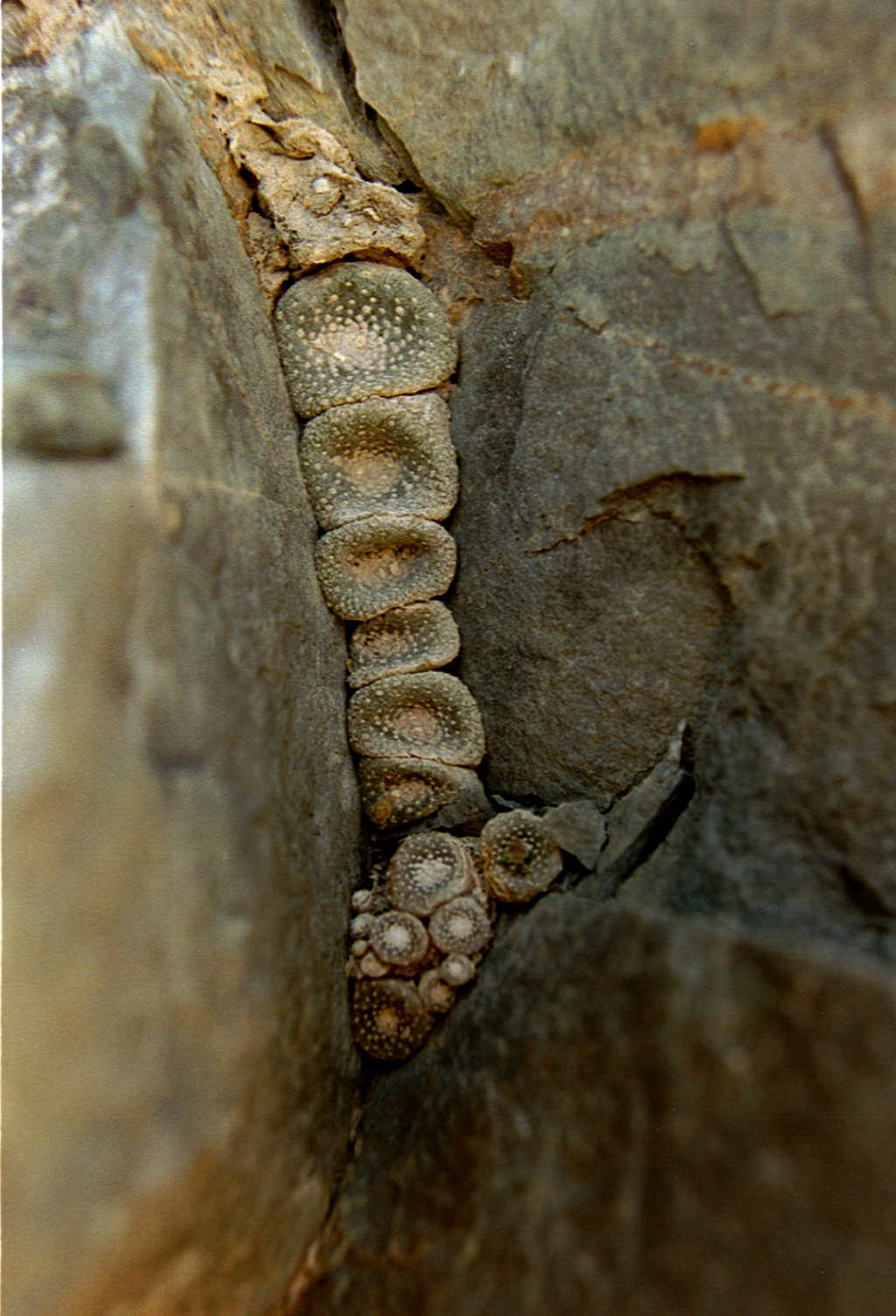
Blosfeldie na nalezišti Purmamarca, Salta, Argentina

Blosfeldie jsou nejblíže příbuzné rodům Notocactus, Parodia a dalším miniaturám rodu Frailea. Od těchto rodů se liší absencí trnů, chlupů, štětin a výraznější vlny.
Rod nalezl v roce 1936 Harry Blossfeld, botanik a sběratel, syn majitele kaktusářské a importérské firmy R. Blossfelda.
Jednotlivé populace se v rozsáhlém areálu výskytu liší detaily ve stavbě především květů. Byly popsány jako samostatné druhy např. B. atroviridis, B. caineana, B. campaniflora, B. cyathiformis, B. fechserii, B. minima, B. pedicellata a další. V současnosti se považují za formy jediného varabilního druhu B. liliputana.

## Pěstování
Obvykle se pěstují roubované na nějaký cereus. Mnohdy však dorůstají nepřirozených rozměrů. Květuschopné jsou již od velikosti 0,5 cm. Větší trsy vícekrát do roka ochotně a bohatě nasazují poupata a kvetou. Jsou autogamní a občas i kleistogamně mění poupata přímo v plody bez rozvinutí v květy. Jsou krátkověké, vydrží jen několik let. Proto je nutné je ve sbírce udržovat přeroubováním odnoží, tzv. pasážováním.
Pěstování pravokořených blosfeldií je obtížné. Vypěstování pravokořenných rostlin z mikroskopických semen je mistrovským kouskem. Klíčenci jsou jen 0,2 mm velcí a první rok před prvním obdobím zimního klidu, které musí přečkat, jsou menší než 1 mm. V podstatě jsou to jen epitelové váčky naplněné vodou s trochou plazmy. I další roky rostou pomalu.